# 小林美希
小林 美希（こばやし みき、1975年 - ）は、日本のジャーナリスト。専門分野は労働・経済。
茨城県生まれ。茨城県立水戸第一高等学校卒業。1998年明治学院大学法学部より神戸大学法学部法律学科に3年次編入学として転学、2000年卒業、株式新聞社に入る。2001年毎日新聞社「エコノミスト」編集部契約社員。2007年よりフリージャーナリスト。若者の雇用、結婚、出産・育児と就業継続などの問題を中心に活動している。

## 授賞等
2013年、「子供を産ませない社会」の構造と「マタニティハラスメントに関する一連の報道」で貧困ジャーナリズム賞2013を授賞。

## 著書
- 『ルポ正社員になりたい 娘・息子の悲惨な職場』影書房、2007年5月。ISBN 978-4877143695。
- 『ルポ “正社員”の若者たち 就職氷河期世代を追う』岩波書店、2008年6月26日。ISBN 978-4000236775。
- 『看護崩壊 病院から看護師が消えてゆく』アスキー新書、2011年1月12日。ISBN 978-4048700870。
- 『ルポ 職場流産 雇用崩壊後の妊娠・出産・育児』岩波書店、2011年8月25日。ISBN 978-4000234962。
- 『ルポ 産ませない社会』河出書房新社、2013年6月24日。ISBN 978-4309246222。
- 『ルポ 保育崩壊』岩波新書、2015年4月21日。ISBN 978-4004315421。
- 『ルポ 母子家庭』ちくま新書、2015年5月7日。ISBN 978-4480068293。
- 『夫に死んでほしい妻たち』朝日新書、2016年4月13日。ISBN 978-4022736611。
- 『ルポ 保育格差』岩波新書、2016年4月20日。ISBN 978-4004317128。
- 『ルポ 看護の質 患者の命は守られるのか』岩波新書、2016年7月28日。ISBN 978-4004316145。
- 『ルポ イバラキ――民主主義が消えていく』地平社、2025年8月1日。ISBN 978-4911256282。